# Nguyễn Du
Nguyễn Du (el nom complet és Nguyen-du Thanh-hien; el seu pseudònim era To Nhu) (Bích Câu, Thăng Long, Vietnam, 1766 o 1765−Hue (Vietnam), 10 d'agost de 1820) fou un escriptor vietnamita, considerat el pare de la literatura vietnamita i conegut per la seua obra poètica Truyện Kiều. Va nàixer en una família mandarina, en la qual el pare serví com a ministre d'alt rang durant la dinastia Lê.
Quan tenia 19 anys va passar els exàmens mandarins i en el temps es convertí en un militar amb una posició modesta. Serví a la dinastia Le fins i tot quan aquesta caigué el 1787. Després d'un curt temps després del canvi de dinastia, deixà de servir als Le retirant-se a les muntanyes Hong Linh (prop del seu poble natal).
El 1802 el nou governant de la dinastia Nguyen, Gia Long, unificà Vietnam i cridà Nguyen Du a la cort. N. Du li va fer cas sense ganes i aconseguí posicions com a oficial.
Treballant a Quang Binh (nord del Vietnam) el 1813 aconseguí el rang de Columna de l'Imperi i fou enviat com a cap de la delegació d'ambaixadors a Beijing (Xina) eixe mateix any. Allí traduí una novel·la xinesa donant a lloc a la seua obra més famosa.
Es creu que va escriure Truyện Kiều com a penediment per haver treballat per a la dinastia que havia tirat de la seua feina al seu anterior mestre.
L'enviaren més tard a altres dos missions com a ambaixador a Beijing. La segona missió no va poder ni iniciar-la perquè emmalaltí i morí després de negar-se a rebre tractament.

## Obres
- Truyện Kiều (1815)[5]
- “Paraules d'un venedor de barrets jove” un poema curt
- Chieu hon (“Adreçat als morts”)[1]

També va escriure altres poemes, aquests en xinès.